# Estinnes
Estinnes är en kommun i Belgien.   Den ligger i provinsen Hainaut och regionen Vallonien, i den centrala delen av landet, 50 km söder om huvudstaden Bryssel. Antalet invånare är 7 711.
Trakten runt Estinnes består till största delen av jordbruksmark. Runt Estinnes är det ganska tätbefolkat, med 111 invånare per kvadratkilometer.